# Homorthodes discreta
Homorthodes discreta là một loài bướm đêm trong họ Noctuidae.